# Triacontaedru rombic
În geometrie un triacontaedru rombic (numit uneori, pe scurt, doar triacontaedru) este un poliedru Catalan cu 30 de fețe rombice, cel mai cunoscut poliedru cu astfel de fețe. Are două tipuri de vârfuri. Fiecare poliedru Catalan este dualul unui poliedru arhimedic. Dualul triacontaedrului rombic este icosidodecaedrul. Este tranzitiv pe fețe și pe laturi. Este un zonoedru.

O față a triacontaedrului rombic: lungimile diagonalelor sunt în raportul de aur

Dual: Icosidodecaedru

Raportul dintre diagonala lungă și cea scurtă a fețelor este egal cu secțiunea de aur, φ, astfel încât unghiurile ascuțite de pe fiecare au 2 tan−1(1/φ) = tan−1(2), adică aproximativ 63,43°. Un astfel de romb este un romb de aur.
Fiind dualul unui poliedru arhimedic, triacontaedrul rombic este tranzitiv pe fețe, adică grupul de simetrie al poliedrului acționează tranzitiv asupra setului de fețe. Aceasta înseamnă că pentru oricare două fețe, A și B, există o rotație sau reflexie care îl face să ocupe aceeași regiune a spațiului în urma mutării feței A pe fața B.
Triacontaedrul rombic este oarecum particular prin faptul că este unul dintre cele nouă poliedre convexe tranzitive pe laturi, celelalte fiind cele cinci poliedre platonice, cuboctaedrul, icosidodecaedrul și dodecaedrul rombic.
Triacontaedrul rombic este interesant și prin faptul că vârfurile sale au același aranjament cu alte patru poliedre platonice. Vârfurile formează zece tetraedre, cinci cuburi, un icosaedru și un dodecaedru. Centrele fețelor formează cinci octaedre.
Poate fi construit dintr-un octaedru trunchiat divizând fețele hexagonale în 3 romburi:

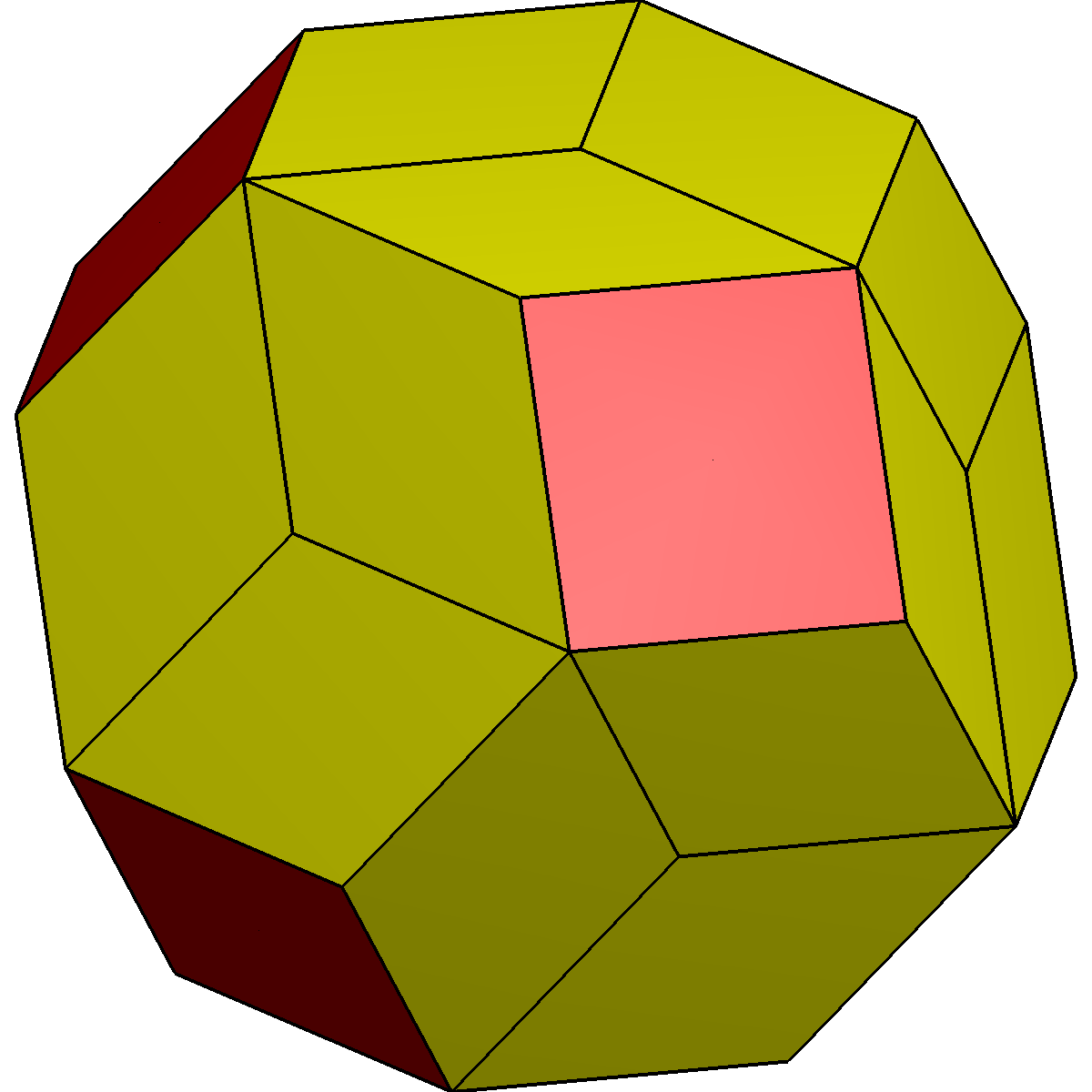
Un triacontaedru rombic topologic într-un octaedru trunchiat

## Coordonate carteziene
Fie {\displaystyle \varphi } secțiunea de aur. Cele 12 puncte date de {\displaystyle (0,\pm 1,\pm \varphi )} și permutările ciclice ale acestor coordonate sunt vârfurile unui icosaedru regulat. Dualul său, dodecaedrul regulat, ale cărui laturi le intersectează pe cele ale icosaedrului în unghi drept, are ca vârfuri cele 8 puncte {\displaystyle (\pm 1,\pm 1,\pm 1)} împreună cu cele 12 puncte {\displaystyle (0,\pm \varphi ,\pm 1/\varphi )} și permutările ciclice ale acestora. Toate cele 32 de puncte împreună sunt vârfurile unui triacontaedru rombic centrat în origine. Lungimea laturilor sale este {\displaystyle {\sqrt {3-\varphi }}\approx 1,175\,570\,504\,58}. Fețele sale au diagonale cu lungimile {\displaystyle 2} și {\displaystyle 2/\varphi }.

## Dimensiuni
Dacă lungimea laturii unui triacontaedru rombic este a, aria suprafeței, volumul, raza unei sfere înscrise (tangentă la fiecare dintre fețele triacontaedrului rombic) și raza mediană, care atinge mijlocul fiecărei laturi sunt:
{\displaystyle {\begin{aligned}S&=12{\sqrt {5}}\,a^{2}&&\approx 26,8328~a^{2}\\V&=4{\sqrt {5+2{\sqrt {5}}}}\,a^{3}&&\approx 12,3107~a^{3}\\r_{\mathrm {i} }&={\frac {\varphi ^{2}}{\sqrt {1+\varphi ^{2}}}}\,a={\sqrt {1+{\frac {2}{\sqrt {5}}}}}\,a&&\approx 1,37638~a\\r_{\mathrm {m} }&=\left(1+{\frac {1}{\sqrt {5}}}\right)\,a&&\approx 1,44721~a\end{aligned}}}
unde φ este secțiunea de aur.
Sfera mediană este tangentă la fețe în centroizii lor. Diagonalele scurte formează laturile dodecaedrului regulat înscris, în timp ce diagonalele lungi formează laturile icosaedrului înscris.
| Imagine indisponibilă |  | Imagine indisponibilă |
| Forma ascuțită        |  | Forma obtuză          |

## Divizare
Triacontaedrul rombic poate fi divizat în 20 de romboedre de aur: 10 ascuțite și 10 obtuze.

## Proiecții ortogonale
Triacontaedrul rombic are patru poziții de simetrie, două centrate pe vârfuri, una pe fețe și una pe mijloacele laturilor. În proiecția 10 apar ambele forme de romburi, care împreună produc pavarea Penrose neperiodică.
| Simetrie proiectivă | [2] | [2] | [6] | [10] |
| Imagine             |     |     |     |      |
| Imagine duală       |     |     |     |      |

## Stelări
| Imagine indisponibilă |  | Imagine indisponibilă                        |
| Hexacontaedru rombic  |  | Animație cu stelarea triacontaedrului rombic |

Triacontaedrul are 227 de stelări complete. 
O altă stelare a triacontaedrului rombic este compusul de cinci octaedre. Numărul total de stelări ale triacontaedrului rombic este de 358 833 097.

## Poliedre înrudite
| Familia de poliedre icosaedrice uniforme | Familia de poliedre icosaedrice uniforme | Familia de poliedre icosaedrice uniforme | Familia de poliedre icosaedrice uniforme | Familia de poliedre icosaedrice uniforme | Familia de poliedre icosaedrice uniforme | Familia de poliedre icosaedrice uniforme | Familia de poliedre icosaedrice uniforme |
| Simetrie: [5,3], (*532)                  | Simetrie: [5,3], (*532)                  | Simetrie: [5,3], (*532)                  | Simetrie: [5,3], (*532)                  | Simetrie: [5,3], (*532)                  | Simetrie: [5,3], (*532)                  | Simetrie: [5,3], (*532)                  | [5,3]+, (532)                            |
| ---------------------------------------- | ---------------------------------------- | ---------------------------------------- | ---------------------------------------- | ---------------------------------------- | ---------------------------------------- | ---------------------------------------- | ---------------------------------------- |
|                                          |                                          |                                          |                                          |                                          |                                          |                                          |                                          |
|                                          |                                          |                                          |                                          |                                          |                                          |                                          |                                          |
| {5,3}                                    | t{5,3}                                   | r{5,3}                                   | t{3,5}                                   | {3,5}                                    | rr{5,3}                                  | tr{5,3}                                  | sr{5,3}                                  |
| Duale ale poliedrelor uniforme           |                                          |                                          |                                          |                                          |                                          |                                          |                                          |
|                                          |                                          |                                          | Fișier:PentakisDodecahedron.svg          |                                          |                                          |                                          |                                          |
| V5.5.5                                   | V3.10.10                                 | V3.5.3.5                                 | V5.6.6                                   | V3.3.3.3.3                               | V3.4.5.4                                 | V4.6.10                                  | V3.3.3.3.5                               |

Acest poliedru este o parte dintr-o succesiune de poliedre rombice și pavări cu simetria [n,3] din grupul Coxeter. Cubul poate fi considerat un hexaedru rombic unde romburile sunt pătrate.
| Pavare |         |         |         |         |         |         |         |
| Conf.  | V(3.3)2 | V(3.4)2 | V(3.5)2 | V(3.6)2 | V(3.7)2 | V(3.8)2 | V(3.∞)2 |

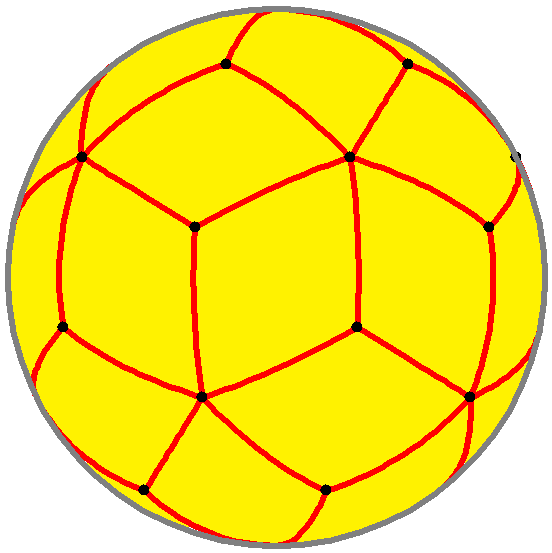
Triacontaedru rombic sferic
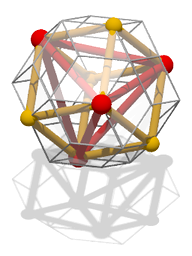
Triacontaedru rombic cu un tetraedru înscris (roșu) și un cub (galben) (animație)
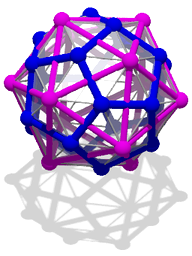
Triacontaedru rombic cu un dodecaedru (albastru) și un icosaedru (violet) (animație)
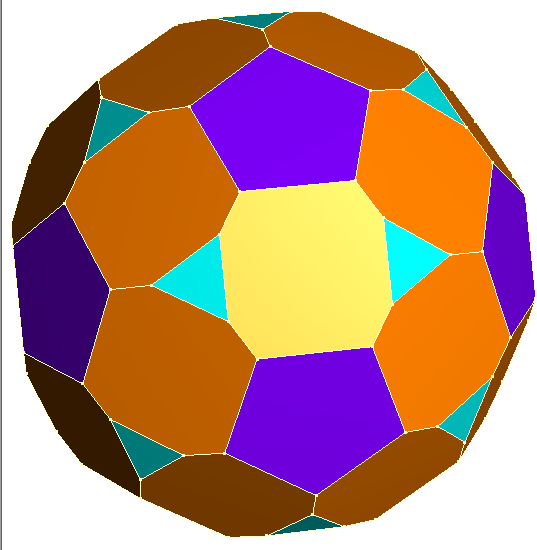
Triacontaedru rombic trunchiat complet